# أساطير تاميلية

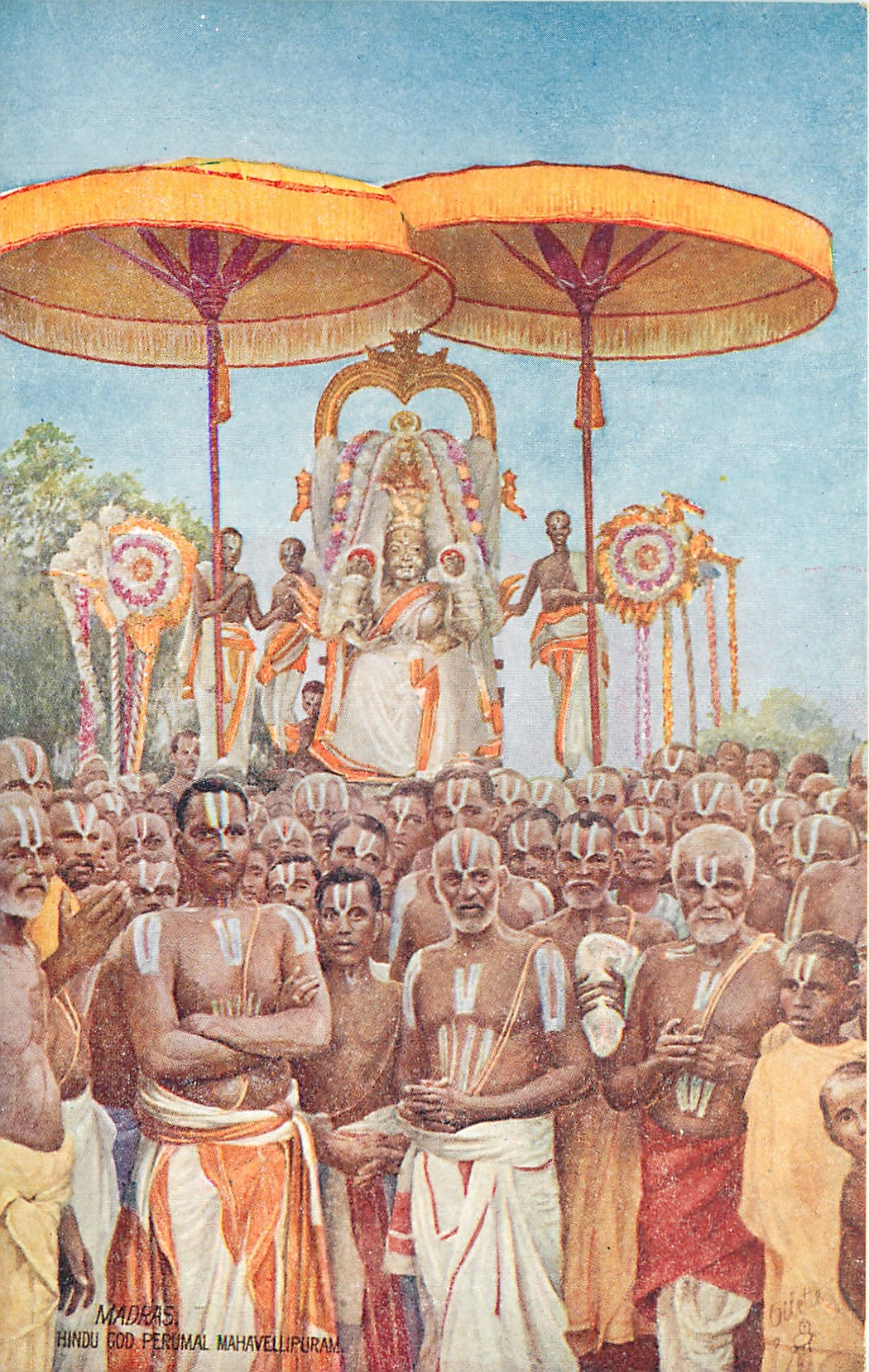
موكب الإله التاميلي بيرومال، الذي تم تحديده مع فيشنو

تشير الأساطير التاميلية إلى الفولكلور والتقاليد التي تشكل جزءًا من البانثيون الدرافيدياني الأوسع، والتي نشأت من الشعب التاميلي. هذا الجزء من الأساطير هو إندماج عناصر من الثقافة الدرافيدية وثقافة وادي السند الأم، وكلاهما تم دمجهما مع الهندوسية السائدة. 
يشكل الأدب التاميلي، إلى جانب الأدب السنسكريتي وبورانا ستالا للمعابد، مصدرًا رئيسيًا للمعلومات المتعلقة بالأساطير التاميلية. تذكر الملاحم القديمة لتاميلكام أصل العديد من الشخصيات في الكتب المقدسة الهندوسية، مثل أغاستيا، وإرافان، وباتانجالي. يحتوي الأدب التاميلي القديم على إشارات إلى آلهة أصلية تعتمد على الطبيعة مثل بيرومال، وموروغان، وكورافاي. يعتبر تولكابيام تيرومال براهمان ، وموروغان سيون (الأحمر)، وكورافاي هي الإلهة التي تُعبد في الأراضي الجافة. بحلول القرن الثامن قبل الميلاد، أصبحت تاميلاكام بمثابة نقطة انطلاق لحركة البهكتية، حيث استشهدت بالشعر التعبدي الذي ألفه القديسون الشعراء الذين يُدعون الألفار والنايانار ،  ونشروا العبادة الشعبية لفيشنو وشيفا في جميع أنحاء شبه القارة. 